# Gloriana (musikgrupp)
Gloriana är ett amerikanskt countryband som bildades 2008. Det består av bröderna Tom Gossin och Mike Gossin (sång, gitarr) samt Rachel Reinert (sång, tamburin) och Cheyenne Kimball (sång, mandolin). Innan bandet grundades var Cheyenne Kimball vinnaren av tävlingen America's Most Talented Kid 2002 och en soloartist för Epic Records. Gloriana släppte sin debutsingel Wild at Heart i februari 2009 och den blev en hit på Top 15 på Amerikanska Billboard Country-listan. Gruppens debutplatta, Gloriana, släpptes den 4 augusti 2009.

## Historia
Bröderna Tom och Mike Gossin föddes i Utica, New York. De tog båda pianolektioner från sex års ålder och Tom började spela gitarr. Tom bildade tillsammans med deras tredje bror Stephen bandet "Captain Zippy" i gymnasiet. Stephen och Tom flyttade senare till Wilmington, North Carolina för att gå på University of North Carolina. Tom läste främst gitarrteknik. Han hoppade senare av för att satsa på en karriär inom sång och låtskrivning. Han uppträdde och släppte sina egna album, "Rendezvous" och "Underwater". Mike som hade sitt eget band "Oblique", flyttade också till Wilmington för att starta ett nytt band med sina två bröder samt vännen Zach Brindisi, "Madison Rose". De var med i ett realityprogram på VH-1. Stephen startade ett nytt band och Mike och Tom flyttade till Nashville, Tennessee. Där började de uppträda som en duo.
Rachel Reinert föddes i Sarasota, Florida men växte upp i Santa Ana, Kalifornien. Hon gick på en gymnasieskola som undervisade i performing arts. Hon började spela gitarr och skriva egna låtar och med en lärares hjälp började hon spela in demoskivor vilket ledde till ett publiceringsavtal när hon bara var 15 år. Rachel Reinert kom i kontakt med bröderna Gossin genom Myspace och de började uppträda tillsammans efter att hon flyttat till Nashville.
Gruppens fjärde medlem Cheyenne Kimball föddes i Jacksonville, North Carolina med växte upp i Frisco, Texas. Hon började uppträda vid tio års ålder och var med i tv-programmet America's Most Talented Kid 2002 och vann vid bara 12 års ålder. Ett år efter segern spelade hon in ett soloalbum för Epic Records. Albumet innehåller låtar som hon skrev tillsammans med John Rich. När Cheyenne var i sina sena tonår hade hon en egen realityshow på MTV som höll en säsong. Hon förenade sig med bröderna Gossin och Rachel Reinert efter att ha mött dem på en nattklubb i Nashville. De fyra började uppträda och skriva låtar tillsammans. 

## 2008 - nutid: Debutalbum
När alla fyra medlemmar i Gloriana var samlade började de spela in demoskivor som de skickade till Emblem Records, ett skivbolag som ägs av Matt Serletic. De fyra medlemmarna jobbade med Serletic och andra låtskrivare från Nashville såsom Jeffrey Steele, Brett James och Wayne Kirkpatrick. I februari skrev bandet ett skivkontrakt med Emblem Records. 
Under tidiga 2009 släppte gruppen sin debutsingel Wild at Heart, som Serletic skrev tillsammans med Josh Kear och Stephanie Bentley. Det blev den snabbast säljande debutsingeln med countrymusik under hela 2009. Gruppen var också en del av Taylor Swifts 2009 FEARLESS TOUR vilken har förlängts till 2010 FEARLESS TOUR vilken gruppen också är en del av. I maj 2009 släppte Gloriana en EP med fyra låtar, inklusive Wild at Heart. Den 4 augusti släpptes deras självnämnda debutalbum vilket blev #2 på Top Country Album och #3 på Billboard 200. Gruppens andra singel, "How Far Do You Wanna Go?" släpptes i september. Gloriana vann pris på American Music Awards för Breakthrough Artist of the year för 2009.
Gloriana har också blivit nominerade för 2010 Academy of Country Music Top New Vocal Group.

## Diskografi

### Studioalbum
| År   | Albumfakta                                        | Listpositioner                 | Listpositioner | Listpositioner | Listpositioner             | Listpositioner | Listpositioner |
| År   | Albumfakta                                        | Top Country Albums\|US Country | US             | CAN Country    | Canadian Albums Chart\|CAN | AUS Country    | AUS            |
| ---- | ------------------------------------------------- | ------------------------------ | -------------- | -------------- | -------------------------- | -------------- | -------------- |
| 2009 | Gloriana - Skivbolag: Emblem/Reprise/Warner Bros. | 2                              | 3              | 10             | 67                         | 3              | 43             |

### EP
| År   | Albumfakta                                       | Listpositioner                    | Listpositioner |
| År   | Albumfakta                                       | Hot 100 Singles Sales\|US Singles | CAN Singles    |
| ---- | ------------------------------------------------ | --------------------------------- | -------------- |
| 2009 | The Way It Goes - Skivbolag: Emblem/Warner Bros. | 1                                 | 1              |

### Singlar
| 2009                                    | "Wild at Heart"             | 15 | 53 | 34 | Gloriana                 |
| 2009                                    | "How Far Do You Wanna Go?"  | 36 | —  | 37 | Gloriana                 |
| 2010                                    | "The World Is Ours Tonight" |    |    |    | AT&T Team USA Soundtrack |
| "—" denotes releases that did not chart |                             |    |    |    |                          |

### Musikvideor
| År   | Video                       | Regi            |
| ---- | --------------------------- | --------------- |
| 2009 | "Wild at Heart"             | Elliott Lester  |
| 2009 | "The Way It Goes"           | Chad Denning    |
| 2009 | "How Far Do You Wanna Go?"  | Kristin Barlowe |
| 2009 | "Silent Night"              | Eric Welch      |
| 2010 | "The World Is Ours Tonight" | Shawn Robbins   |

## Utmärkelser och nomineringar
| År   | Association                     | Kategori                                                   | Resultat  |
| ---- | ------------------------------- | ---------------------------------------------------------- | --------- |
| 2009 | CMT Music Awards                | Group Video of the Year — Wild at Heart                    |           |
| 2009 | CMT Music Awards                | USA Weekend Breakthrough Video of the Year — Wild at Heart | Nominerad |
| 2009 | CMT Music Awards                | Nationwide On Your Side Award                              | Vann      |
| 2009 | American Music Awards           | Breakthrough Artist of the Year                            | Vann      |
| 2010 | Academy of Country Music Awards | Top New Vocal Group                                        | Vann      |